# Campionato mondiale di hockey su ghiaccio - Prima Divisione 2004
Il Campionato mondiale di hockey su ghiaccio - Prima Divisione 2004 è stato un torneo di hockey su ghiaccio organizzato dall'International Ice Hockey Federation. Il torneo si è disputato fra il 12 e il 18 aprile 2004. Le dodici squadre partecipanti sono state divise in due gironi da sei ciascuno. Il torneo del Gruppo A si è svolto nella città di Oslo, in Norvegia. Le partite del Gruppo B invece si sono disputate a Danzica, in Polonia. La Bielorussia ha vinto il Gruppo A mentre la Slovenia il Gruppo B, garantendosi così la partecipazione al Campionato mondiale di hockey su ghiaccio maschile 2005. Al contrario il Belgio e la Corea del Sud, giunte all'ultimo posto dei rispettivi gironi, sono state retrocesse per il 2005 in Seconda Divisione. La Cina e la Lituania, vincitrici dei due gironi della Seconda Divisione, sostituiscono nel 2005 il Belgio e la Corea del Sud.

## Partecipanti

### Gruppo A
| Nazionale   | Qualificazione                                                |
| ----------- | ------------------------------------------------------------- |
| Bielorussia | Quattordicesima e retrocessa dal Gruppo A del 2003.           |
| Norvegia    | Ospitante, seconda nella Prima Divisione - Gruppo B del 2003. |
| Ungheria    | Terza nella Prima Divisione - Gruppo A del 2003.              |
| Paesi Bassi | Quarti nella Prima Divisione - Gruppo A del 2003.             |
| Regno Unito | Quinto nella Prima Divisione - Gruppo B del 2003.             |
| Belgio      | Primo e promosso dalla Seconda Divisione - Gruppo B del 2003. |

### Gruppo B
| Nazionale     | Qualificazione                                                |
| ------------- | ------------------------------------------------------------- |
| Slovenia      | Quindicesima e retrocessa dal Gruppo A del 2003.              |
| Polonia       | Ospitante, seconda nella Prima Divisione - Gruppo A del 2003. |
| Estonia       | Terza nella Prima Divisione - Gruppo B del 2003.              |
| Italia        | Quarta nella Prima Divisione - Gruppo B del 2003.             |
| Romania       | Quinta nella Prima Divisione - Gruppo A del 2003.             |
| Corea del Sud | Prima e promossa dalla Seconda Divisione - Gruppo A del 2003. |

## Gruppo A

### Incontri
| Oslo 12 aprile 2004, ore 13:00 | Belgio | 0 – 10 (0-2; 0-0; 0-8) referto | Bielorussia | (599 spett.) |

| Oslo 12 aprile 2004, ore 16:30 | Regno Unito | 3 – 5 (1-1; 0-1; 2-3) referto | Ungheria | (624 spett.) |

| Oslo 12 aprile 2004, ore 20:00 | Paesi Bassi | 0 – 8 (0-2; 0-1; 0-5) referto | Norvegia | (2.510 spett.) |

| Oslo 13 aprile 2004, ore 12:30 | Ungheria | 6 – 4 (2-1; 5-2; 2-0) referto | Belgio | (512 spett.) |

| Oslo 13 aprile 2004, ore 16:00 | Bielorussia | 7 – 2 (4-1; 2-1; 2-1) referto | Paesi Bassi | (656 spett.) |

| Oslo 13 aprile 2004, ore 19:30 | Norvegia | 4 – 4 (1-2; 0-1; 3-1) referto | Regno Unito | (2.815 spett.) |

| Oslo 15 aprile 2004, ore 12:30 | Bielorussia | 5 – 4 (2-0; 2-2; 1-2) referto | Regno Unito | (693 spett.) |

| Oslo 15 aprile 2004, ore 16:00 | Belgio | 2 – 11 (0-3; 0-5; 2-3) referto | Paesi Bassi | (634 spett.) |

| Oslo 15 aprile 2004, ore 19:30 | Norvegia | 6 – 4 (2-3; 0-0; 4-1) referto | Ungheria | (3.419 spett.) |

| Oslo 16 aprile 2004, ore 12:30 | Paesi Bassi | 4 – 1 (0-0; 2-0; 2-1) referto | Regno Unito | (610 spett.) |

| Oslo 16 aprile 2004, ore 16:00 | Ungheria | 1 – 7 (1-2; 0-1; 0-4) referto | Bielorussia | (822 spett.) |

| Oslo 16 aprile 2004, ore 19:30 | Norvegia | 11 – 1 (2-0; 6-0; 3-1) referto | Belgio | (3.327 spett.) |

| Oslo 18 aprile 2004, ore 12:30 | Regno Unito | 6 – 0 (4-0; 1-0; 1-0) referto | Belgio | (630 spett.) |

| Oslo 18 aprile 2004, ore 16:00 | Ungheria | 4 – 4 (2-1; 1-1; 1-2) referto | Paesi Bassi | (782 spett.) |

| Oslo 18 aprile 2004, ore 19:30 | Bielorussia | 5 – 2 (2-2; 1-0; 2-0) referto | Norvegia | (5.000 spett.) |

### Classifica
| Pos. |             | PG | V | N | P | GF | GS | DR  | Pt |
| 1.   | Bielorussia | 5  | 5 | 0 | 0 | 34 | 9  | +25 | 10 |
| 2.   | Norvegia    | 5  | 3 | 1 | 1 | 31 | 14 | +17 | 7  |
| 3.   | Paesi Bassi | 5  | 2 | 1 | 2 | 21 | 22 | -1  | 5  |
| 4.   | Ungheria    | 5  | 2 | 1 | 2 | 20 | 24 | -4  | 5  |
| 5.   | Regno Unito | 5  | 1 | 1 | 3 | 18 | 18 | 0   | 3  |
| 6.   | Belgio      | 5  | 0 | 0 | 5 | 7  | 44 | -37 | 0  |

### Classifica marcatori
| Giocatore          | PG | G | A | Pt | +/- | MP |
| ------------------ | -- | - | - | -- | --- | -- |
| Andrėj Skabelka    | 5  | 4 | 6 | 10 | +4  | 2  |
| Aljaksej Kaljužny  | 5  | 3 | 7 | 10 | +5  | 4  |
| Patrick Thoresen   | 5  | 4 | 5 | 9  | +3  | 2  |
| Balázs Ladányi     | 5  | 6 | 2 | 8  | +3  | 2  |
| Josh Oort          | 5  | 4 | 4 | 8  | -1  | 18 |
| Tore Vikingstad    | 5  | 2 | 6 | 8  | +2  | 4  |
| Uladzimir Cyplakoŭ | 5  | 5 | 2 | 7  | +4  | 0  |
| David Clarke       | 5  | 4 | 3 | 7  | -1  | 2  |
| Tommie Hartogs     | 5  | 4 | 3 | 7  | -1  | 2  |
| Ruslan Salej       | 5  | 3 | 4 | 7  | 0   | 2  |

Fonte: IIHF.com

### Classifica portieri
| Giocatore        | Min    | TC  | GS | SO | MGS  | Sv%   |
| ---------------- | ------ | --- | -- | -- | ---- | ----- |
| Sjarhej Šabanaŭ  | 204:41 | 69  | 5  | 1  | 1.47 | 92.75 |
| Joe Watkins      | 178:34 | 97  | 9  | 1  | 3.02 | 90.72 |
| Marcel Nijland   | 120:00 | 74  | 8  | 0  | 4.00 | 89.19 |
| Tommy Lund       | 182:05 | 57  | 7  | 1  | 2.31 | 87.72 |
| Martin Trommelen | 180:00 | 111 | 14 | 0  | 4.67 | 87.39 |

Fonte: IIHF.com

## Gruppo B

### Incontri
| Danzica 12 aprile 2004, ore 13:00 | Romania | 3 – 6 (2-3; 0-0; 1-3) referto | Estonia | (200 spett.) |

| Danzica 12 aprile 2004, ore 16:30 | Corea del Sud | 2 – 10 (0-4; 1-4; 1-2) referto | Slovenia | (350 spett.) |

| Danzica 12 aprile 2004, ore 20:00 | Italia | 4 – 0 (1-0; 2-0; 1-0) referto | Polonia | (3.500 spett.) |

| Danzica 13 aprile 2004, ore 13:00 | Estonia | 11 – 0 (3-0; 2-0; 6-0) referto | Corea del Sud | (150 spett.) |

| Danzica 13 aprile 2004, ore 16:30 | Slovenia | 4 – 0 (3-0; 1-0; 0-0) referto | Italia | (1.000 spett.) |

| Danzica 13 aprile 2004, ore 20:00 | Polonia | 9 – 0 (2-0; 3-0; 4-0) referto | Romania | (2.000 spett.) |

| Danzica 15 aprile 2004, ore 13:00 | Slovenia | 8 – 0 (1-0; 3-0; 4-0) referto | Romania |  |

| Danzica 15 aprile 2004, ore 16:30 | Corea del Sud | 1 – 7 (1-0; 3-1; 2-0) referto | Italia | (400 spett.) |

| Danzica 15 aprile 2004, ore 20:00 | Polonia | 6 – 6 (3-2; 1-1; 2-3) referto | Estonia | (3.500 spett.) |

| Danzica 16 aprile 2004, ore 13:00 | Italia | 8 – 1 (2-1; 2-0; 4-0) referto | Romania | (400 spett.) |

| Danzica 16 aprile 2004, ore 16:30 | Estonia | 2 – 7 (0-4; 1-2; 1-1) referto | Slovenia | (600 spett.) |

| Danzica 16 aprile 2004, ore 20:00 | Polonia | 9 – 0 (0-0; 0-0; 0-1) referto | Corea del Sud | (2.000 spett.) |

| Danzica 18 aprile 2004, ore 13:00 | Romania | 5 – 4 (0-0; 0-1; 5-3) referto | Corea del Sud | (200 spett.) |

| Danzica 18 aprile 2004, ore 16:30 | Estonia | 1 – 7 (0-4; 1-2; 0-1) referto | Italia | (400 spett.) |

| Danzica 18 aprile 2004, ore 20:00 | Slovenia | 4 – 1 (2-0; 2-0; 0-1) referto | Polonia | (3.500 spett.) |

### Classifica
| Pos. |               | PG | V | N | P | GF | GS | DR  | Pt |
| 1.   | Slovenia      | 5  | 5 | 0 | 0 | 33 | 5  | +28 | 10 |
| 2.   | Italia        | 5  | 4 | 0 | 1 | 26 | 7  | +19 | 8  |
| 3.   | Polonia       | 5  | 2 | 1 | 2 | 25 | 14 | +11 | 5  |
| 4.   | Estonia       | 5  | 2 | 1 | 2 | 26 | 23 | +3  | 5  |
| 5.   | Romania       | 5  | 1 | 0 | 4 | 9  | 35 | -26 | 2  |
| 6.   | Corea del Sud | 5  | 0 | 0 | 5 | 7  | 42 | -35 | 0  |

### Classifica marcatori
| Giocatore        | PG | G | A | Pt | +/- | MP |
| ---------------- | -- | - | - | -- | --- | -- |
| Andrei Makrov    | 5  | 8 | 3 | 11 | +5  | 4  |
| Dejan Kontrec    | 5  | 2 | 8 | 10 | +10 | 0  |
| Mario Chitarroni | 5  | 4 | 5 | 9  | 0   | 2  |
| Ivo Jan          | 4  | 6 | 2 | 8  | +10 | 10 |
| Adrian Parzyszek | 5  | 4 | 4 | 8  | +4  | 4  |
| Adam Bagiński    | 5  | 2 | 6 | 8  | +6  | 6  |
| Nik Zupančič     | 5  | 5 | 2 | 7  | +8  | 8  |
| Maksim Ivanov    | 5  | 4 | 3 | 7  | -1  | 6  |
| Mariusz Justka   | 5  | 4 | 3 | 7  | 3   | 0  |
| Justin Peca      | 5  | 3 | 4 | 7  | 0   | 10 |

Fonte: IIHF.com

### Classifica portieri
| Giocatore           | Min    | TC | GS | SO | MGS  | Sv%   |
| ------------------- | ------ | -- | -- | -- | ---- | ----- |
| Robert Kristan      | 220:00 | 84 | 4  | 1  | 1.09 | 95.24 |
| Günther Hell        | 125:05 | 39 | 2  | 1  | 0.96 | 94.87 |
| Jason Muzzatti      | 174:55 | 75 | 5  | 1  | 1.72 | 93.33 |
| Rafał Radziszewski  | 80:00  | 35 | 4  | 1  | 3.00 | 88.57 |
| Tomasz Wawrzkiewicz | 110:55 | 25 | 3  | 1  | 1.62 | 88.00 |

Fonte: IIHF.com

### Roster dell'Italia
Allenatore:  Michel Goulet.
Lista dei convocati aggiornata al 12 aprile 2004.
| N. | Pos. | Nome                 | Anno | Alt. | Peso | Tiro | Squadra       |
| -- | ---- | -------------------- | ---- | ---- | ---- | ---- | ------------- |
| 1  | P    | Günther Hell         | 1978 | 176  | 80   | L    | Bolzano       |
| 2  | A    | Stefan Zisser        | 1980 | 170  | 84   | L    | Bolzano       |
| 3  | D    | Florian Ramoser      | 1979 | 188  | 84   | L    | Asiago        |
| 5  | D    | Armin Helfer         | 1980 | 191  | 88   | L    | Milano Vipers |
| 6  | D    | Fabio Armani         | 1974 | 180  | 85   | L    | Asiago        |
| 7  | A    | Flavio Faggioni      | 1981 | 175  | 80   | R    | Fassa Falcons |
| 9  | A    | Dino Felicetti       | 1970 | 174  | 85   | L    | Milano Vipers |
| 10 | A    | Lino De Toni         | 1972 | 178  | 88   | L    | Alleghe       |
| 11 | A    | Roland Ramoser       | 1972 | 192  | 90   | R    | Bolzano       |
| 14 | D    | Carlo Lorenzi        | 1981 | 176  | 75   | R    | Alleghe       |
| 17 | A    | Matteo Molteni       | 1980 | 174  | 72   | L    | Milano Vipers |
| 18 | A    | Manuel De Toni       | 1979 | 181  | 80   | L    | Alleghe       |
| 19 | A    | Giorgio De Bettin    | 1972 | 174  | 73   | R    | Asiago        |
| 20 | A    | Jason Cirone         | 1971 | 177  | 93   | L    | Asiago        |
| 21 | A    | Luca Rigoni          | 1975 | 177  | 75   | L    | Asiago        |
| 23 | A    | Dino Grossi          | 1970 | 184  | 85   | R    | Brest         |
| 24 | A    | Mario Chitarroni     | 1967 | 175  | 75   | L    | Milano Vipers |
| 25 | D    | Justin Peca          | 1970 | 173  | 87   | R    | Milano Vipers |
| 26 | D    | Michele Strazzabosco | 1976 | 193  | 98   | L    | Asiago        |
| 27 | A    | Giuseppe Busillo     | 1970 | 186  | 96   | L    | Milano Vipers |
| 30 | P    | Renè Baur            | 1985 | 180  | 68   | L    | Val Pusteria  |
| 31 | P    | Jason Muzzatti       | 1970 | 182  | 86   | L    | Milano Vipers |

LEGENDA:

P = Portiere, D = Difensore, A = Attaccante, L = sinistra, R = destra